# Сунь Лун
Сунь Лун (кит. трад. 孙龙; англ. Sun Long; род. 28 августа 2000 года в Чанчунь, провинция Цзилинь) — китайский шорт-трекист. Двукратный серебряный призёр чемпионатов мира 2019 и 2025 годов. Обучается на факультете физического воспитания Северо-Восточного нормального университета.

## Биография
Сунь Лун занялся шорт-треком в возрасте 8-ми лет, в 2009 году. В 2017 году он был удостоен звания спортивного спортсмена Государственным управлением спорта Китая. 17 ноября 2018 года в Элитной лиге на Кубке Китая в Харбине занял 4-е место в беге на 1500 метров. В конце ноябре 2018 года он дебютировал на Кубке мира в Калгари и занял 43-е место в беге на 1500 м, а в декабре в Алматы занял 3-е место в мужской эстафете и смешанной эстафете.
В январе 2019 года Сунь завоевал свою первую индивидуальную золотую медаль в беге на 1500 метров в Пекине на Национальной лиге на Кубок Китая, а также впервые получил возможность принять участие в чемпионате мира. Следом на юниорском чемпионате мира в Монреале выиграл серебряную медаль в беге на 500 метров и золотую в эстафете. В марте на чемпионате мира в Софии вместе с командой завоевал серебряную медаль в эстафете.
На Кубке мира 2019 года в Монреале в беге на 500 м метров занял 7-е место, а в декабре в японском Нагое завоевал золотую медаль в эстафете, В начале февраля 2020 года на юниорском чемпионате мира в Бормио выиграл в забеге на 1000 м золотую медаль и в беге на 500 метров — бронзовую медаль. В декабре на Национальном чемпионате занял 2-е место в беге на 500 метров, 3-е на 1000 метров и выиграл в общем зачёте многоборья.
В октябре 2021 года на Кубке мира в Пекине сезона 2021—2022 годов в эстафете поднялся на 3-е место и в Нагое занял 3-е место в беге на 500 метров. На 3-м этапе в Дебрецене выиграл золото в смешанной эстафете и занял 3-е место в Дордрехте также в смешанной эстафете. В январе 2022 года на Национальном оборочном чемпионате выиграл в беге на 500 метров и в беге на 1000 метров. 15 января 2022 года он был выбран в сборную Китая для участия в зимних Олимпийских играх в Пекине.